# Moriaphila fascicularis
Moriaphila fascicularis är en skalbaggsart som beskrevs av Waterhouse 1878. Moriaphila fascicularis ingår i släktet Moriaphila och familjen Cetoniidae. Inga underarter finns listade i Catalogue of Life.